# Hermannsburg
Hermannsburg este o comună din landul Saxonia Inferioară, Germania.